# 에코피스아시아
에코피스아시아(生态和平亚洲, EcopeaceAsia)는 한국 본부를 중심으로 중국과 필리핀에 지부를 열어 아시아 각국 20개 이상의 협력기관과 공동사업을 추진하고 있는 국제환경전문 INGO이다. 국내에는 SDGs 교육 연구개발, 도시숲 만들기, 강문화 활성화를 진행하고 있으며 해외에는 황사와 사막화 방지, 맹그로브숲 생태복원, 혼농임업 및 환경 적정기술 확대 보급, 친환경 에너지 보급, 국내외 자원봉사와 연수 프로그램 등을 중점적으로 진행하고 있다.

## 연혁
• 2003
중국 길림성 서북부 사막화 방지사업 (‘03~'07)
• 2006
중국 내몽고자치구 동우치 사막화 방지사업 (‘06~'07)
• 2008
중국 내몽고 차간노르 사막화방지 사업 (‘08~'13)
한국 대학생 환경봉사단 사업 (‘08-’15)
• 2009
사단법인 에코피스아시아 설립
외교통상부 사단법인 인가
에코피스아시아 중국 사무소 설립 (베이징)
• 2010
중국 북경대학생 환경봉사단 파견 사업 (‘10~'18)
중국 샤먼시 맹그로브 생태복원 사업 (‘10~'12)
• 2011
사막화방지협약 (UNCCD) 공식 승인 CSO로 등록
UNCCD COP10, 사막화방지 CSO네트워크 공동대표 단체
• 2013
에코피스아시아 필리핀 지부 설립 (로스바뇨스)
중국 복건성 맹그로브숲 생태복원 사업 (‘13~'14)
중국 환경 분야 ‘제5회 SEE·TNC 생태상’에서 ‘그린리더상’ 수상
• 2014
필리핀 재난대응형 적정기술 시범사업 (‘14~'17)
한·중 생태교육 배움한마당 (‘14~'18)
중국 내몽고 정란치 사막화방지 사업 (‘14~'18)
필리핀 혼농임업 사업 (‘14~’17)
• 2015
필리핀 혼농임업 사업 회원농장 컨테스트, 양묘장 준공식
한·중 생태교육 교류사업
• 2016
제 9회 SBS 물환경대상 시민사회부문 '가시연꽃상' 수상
중국 내몽고 사막화방지 한국환경단체 체험단 (‘16~'19)
• 2017
글로벌 에코리더 해외 환경연수 (‘17~'19)
• 2018
한국환경교육네트워크 해외교육단체 연수 (‘17~'19)
대학생 해외봉사단 환경봉사 (필리핀, 인도네시아)
대학교 사회공헌단 환경봉사 (필리핀)
• 2019
글로벌 에코리더 해외연수단 파송(대만)
중국 숲유치원 한국 방문
중국 내몽고 정란치 사막화방지 2기 사업('19~'20)
사회환경교육지원사업 ‘지구를 구하는 플레이어들’ 프로그램 진행
내몽고 사막화방지 체험단 파송(중국)
건강한 도시숲 만들기 1차 사업(여의도)
따소미 에코스쿨 시범 사업
• 2020
운영위원회 내 SDGs 교육연구위원회, 한반도 생태평화위원회 신설
여의도 샛강 미세먼지 저감 숲 조성 사업
중국 내몽고 정란치 사막화방지 2기 사업(‘19~’20)
서울특별시 비영리민간단체 등록
여주 열린생태원 사업 “강천섬 프로젝트” 공동 실행
따소미 에코스쿨 사업

## 해외 사업
- 사막화 방지

한국 황사와 미세먼지의 주요발원지 중 가장 큰 영향을 미치는 중국 내몽고지역 사막화를 근본적으로 막기 위한 사업이다. ‘동아시아 생태병풍’으로 불리는 중국 내몽고 시린골 초원에 1평방센티미티(cm2)의 작은 면적에도 평균 2.65g의 풍사를 억제할 수 있는 힘을 가진 나문재를 심어 황사 발생 자체를 근본적으로 차단한다. 2003년 사막화 방지 사업을 시작한 이래, 에코피스아시아가 복원한 초원 면적은 총 1,600만평으로 여의도 약 18개의 크기와 맞먹는 면적이다.
- 맹그로브 생태복원

해안선 보호, 육지조성, 생물다양성 유지, 천연 양식장, 정화기능, 경제적 이용, 과학연구 등 아열대와 열대지역 연안생태계에서 가장 중요한 역할을 담당하는 맹그로브는 관광, 새우양식, 택지개발로 인해 지난 30년 동안 전세계에서 30%가 사라졌다. 에코피스아시아는 2010년부터 맹그로브 숲 생태복원 사업을 시작했으며 국내에서는 가장 오랫동안 맹그로브 생태복원 사업을 수행해오고 있다. 중국 복건성 샤먼시에 양묘장을 두고 현재까지 1,493명의 자원봉사자가 총 205,755그루를 식재하였다.
- 혼농임업

에코피스아시아는 화전농업으로 파괴된 열대우림의 자연생태계를 복원하기 위하여 필리핀 내 저소득 농촌 지역에 임산물과 농산물을 친환경적이고 지속 가능하게 생산하는 혼농임업(삼림농업)의 도입∙확대하는 사업을 국내 최초로 KOICA 민간협력사업으로 수행했다. 4개 마을에 1일 1인 1달러 미만의 빈곤층 농민들에게 혼농임업 및 유기농업 교육과 시설지원, 경작역량 강화사업을 우선 추진하여 친환경적 작물 다양화 및 주민 소득증대, 생물다양성 회복, 기후변화 완화를 실현하는 것을 궁극적인 목표로 필리핀 지부를 중심으로 노력하고 있다.
- 적정기술

적정기술 사업은 슈퍼태풍 하이옌(Haiyan) 피해지역 및 도서빈민지역 현지 주민 환경재난 극복 지원을 위해 한국에서 개발한 빗물이용 음용수 공급 환경적정기술을 활용, 긴급구호기간(3개월) 뿐만 아니라 재건복구기간(1~4년) 동안까지 생명과 직결되는 깨끗하고 안전한 식수를 적기에 제공하는 것을 최우선 목표로 추진되었다. 에코피스아시아는 한국의 적정기술을 활용하여 상수도 보급률 12% 이하로 안전하게 마실 물이 부족한 필리핀 지역에 긴급구호기간 동안 최대 1,359명, 재건복구기간 동안 최대 1,178 명에게 매일 1.5 리터의 깨끗하고 안전한 식수를 제공해왔다.
- 봉사활동

해외 환경 봉사단 파견사업은 중국 사막화 방지와 맹그로브 숲 생태복원, 필리핀 혼농임업 사업지뿐만 아니라 친환경에너지 보급 등 에코피스아시아가 추진하는 모든 사업 현장에 일반시민과 대학생, 환경단체 활동가들이 참여할 수 있는 기회를 제공한다. 이를 통해 자연의 소중함과 생활 속 환경 문제의 근본적인 원인, 주변 생태환경에 대한 이해를 증진시킴으로써 생태적인 사고와 일상생활의 변화를 가져오는 것을 목표로 한다.
- 국제교류

에코피스아시아는 환경을 주제로 아시아 각국의 일반시민 및 청소년간, 시민∙환경단체간 교류 및 연수, 전문가 교류, UNCCD 등 국제기구와의 교류를 포함한 체험형, 연구개발형, 사례공유형 등 다양한 공동작업과 상호작용을 통해 인간과 자연이 상생하는 지속 가능한 아시아 국제교류 협력사업에 주력하고 있다.

## 국내 사업
- SDGs 교육 연구 개발

국제사회는 지속가능한 발전을 달성하기 위해 SDGs를 채택하여 2030년까지 전세계가 함께 추구하는 인류 공동의 목표를 설정하였으며 한국도 국제사회의 공동의 목표 달성에 기여하고 한국사회에 처한 여러 문제들을 해결하기 위해 한국형 지속가능발전목표(K-SDGs)를 수립하였다. 이에 에코피스아시아는 그 동안의 국제교류협력활동을 바탕으로 K-SDGs를 실현하기 위한 방안으로 SDGs교육연구위원회를 발족, 한국과 해외에서 다양한 이해관계자와 함께 국제적 기준에 맞는 공동의 지속가능발전 목표를 달성하기 위한 활동을 적극적으로 추진하고 있다.
- 강문화 활성화

정부주도적으로 선도사업이 진행되는 금강 세종시 구간과 달리 시민주도형으로 진행되는 남한강 여주시 구간은 뛰어난 하천생태계와 고유한 경관을 보여주고 있고, 역사와 문화 자원이 풍부한 곳이다. 에코피스아시아는 앞으로 남한강 여주시 구간 내 강천섬 뿐만 아니라 4대강 회복 및 강문화 활성화를 위한 연구, 사업 기획 및 개발, 운영 및 공공마케팅 등에 대한 종합적인 프로젝트 추진을 통해 K-SDGs에 기반한 새로운 물환경교육과 물문화 육성 체계화를 위한 정책 정비 육성 방안이 촉진될 수 있도록 지속적인 노력을 기울일 예정이다.
- 도시숲 조성

에코피스아시아는 우리나라 도심의 미세먼지와 공기질 환경 개선을 위해 도시숲을 조성하는 사업을 추진하고 있으며, 천연기념물 제323호인 황조롱이, 딱새, 박새가 살아가는 여의샛강생태공원 둘레에 모두 나무를 심어 도시숲으로 만들고 있다. 이렇게 조성된 도시숲은 비오톱으로써 소생물권과 생물다양성 보존에 기여함은 물론, 새로운 체험교육의 현장으로 시민들에게 많은 배움과 즐거움을 주는 공간으로 거듭날 것이다.
- 한반도 생태평화

에코피스아시아는 지속 가능한 아시아(Sustainable Asia)의 실현을 위해 노력하며, 한반도와 아시아 각국 시민사회의 유대를 공고히 하여 해외봉사와 학술교류, 전문지식 공유와 인도적 지원을 통해 아시아인들의 공동의 미래를 향한 실천적인 참여와 교류협력 증진에 기여함을 목적으로 활동하고 있다. 이에, 인도주의적 교류협력과 생태평화의 관점에서 아시아에 속하면서 동시에 한반도의 북쪽에 위치한 지역의 환경문제 해결을 도모하기 위해 다양한 대북협력 단체들과의 공동사업 추진을 모색하고자 한다.
- 환경 CSR 기획·운영

에코피스아시아는 그 동안 유수의 기업 및 공기업, 지자체들과 다년간 지속가능한 환경사회공헌사업을 추진해왔다. 특히, SDGs에 기반한 생태복원. 혼농임업, 적정기술, 친환경에너지 보급, 자원봉사, 국제교류 및 협력 등 다양한 분야의 사업들을 국내외에서 시행했다.